# HMS Emperor (D98)
HMS Emperor (D98), nguyên là tàu sân bay hộ tống USS Pybus (CVE-34) (ký hiệu lườn ban đầu AVG-34 và sau đó là ACV-34) của Hải quân Hoa Kỳ thuộc lớp Bogue, được chuyển cho Hải quân Hoàng gia Anh Quốc.
Pybus được đặt lườn vào ngày 23 tháng 6 năm 1942 tại xưởng đóng tàu của hãng Seattle-Tacoma Shipbuilding Corporation tại Tacoma, Washington với số hiệu lườn 245 theo hợp đồng với Ủy ban Hàng hải Hoa Kỳ, có ký hiệu nguyên thủy AVG-34 và được xếp lớp lại thành ACV-34 vào ngày 20 tháng 8 năm 1942. Nó được hạ thủy vào ngày 7 tháng 10 năm 1942, và đưa vào hoạt động ngày 31 tháng 5 năm 1943 tại Xưởng hải quân Puget Sound. Pybus một lần nữa được xếp lớp lại thành CVE-34 vào ngày 15 tháng 7 năm 1943; được chuyển cho Anh Quốc vào ngày 6 tháng 8 năm 1943 tại New York theo chương trình Cho thuê-cho mượn, được đổi tên thành HMS Emperor (D98), và đã phục vụ trong Chiến tranh Thế giới thứ hai như một chiếc thuộc lớp Ameer.

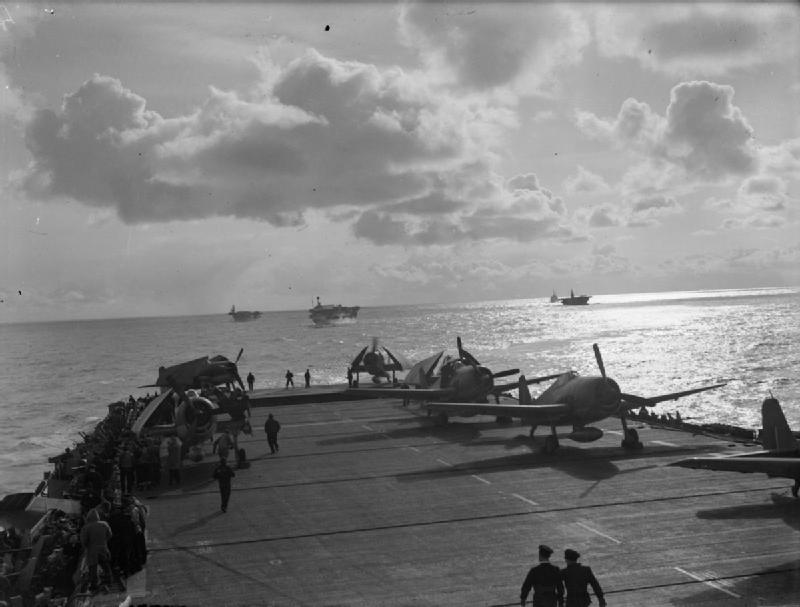
F6F Hellcat bên trên HMS Emperor, 4 tháng 4 năm 1944

Trong chiến tranh, Emperor đã giúp hỗ trợ máy bay chiến đấu cho cuộc tấn công thiết giáp hạm Đức Tirpitz, phục vụ bảo vệ chống tàu ngầm hỗ trợ cho cuộc đổ bộ Normandy, và giúp đỡ vào việc chiếm đóng Vichy Pháp. Sau chiến tranh, chiếc tàu sân bay được hoàn trả cho Hoa Kỳ vào ngày 12 tháng 2 năm 1946, được rút khỏi danh sách Đăng bạ Hải quân ngày 28 tháng 3 năm 1946, và được bán vào ngày 14 tháng 5 cho hãng Patapsco Scrap Co. tại Baltimore, Maryland để tháo dỡ.